# International Airlines Group
International Consolidated Airlines Group SA (IAG) is een Brits-Spaanse multinationale luchtvaartonderneming onder Spaans recht. Het ontstond in januari 2011 na een fusie tussen British Airways en Iberia, respectievelijk de nationale luchtvaartmaatschappijen van Groot-Brittannië en Spanje.

## Activiteiten
IAG heeft haar zetel in Madrid en haar operationele hoofdkantoor in Londen. De bestuursvergaderingen vinden in Madrid plaats. Het was in 2024 de vijfde grootste luchtvaartmaatschappij ter de wereld in termen van omzet. Op 31 december 2024 had IAG een vloot van 601 Boeing-, Airbus- en Embraer vliegtuigen, waarvan 161 in eigendom. Er zijn 178 toestellen besteld en verder heeft IAG nog 223 opties. In 2024 vloog IAG naar 259 bestemmingen in 91 landen.
Naast British Airways en Iberia maken ook enkele andere luchtvaartmaatschappijen deel uit van IAG, waaronder de Spaanse prijsvechter Vueling Airlines. De maatschappijen vliegen onder eigen naam. Vrachtvervoerders British Airways World Cargo en Iberia Cargo zijn samengegaan in IAG Cargo.
In april 2012 werd British Midland (bmi) overgenomen. Van de 2700 bmi medewerkers verloren er 1200 hun baan.
Eind 2014 bracht IAG een bod uit op alle aandelen van Aer Lingus. Het bestuur wees dit af en IAG verhoogde het bod tweemaal. In mei 2015 bereikte het overeenstemming met de Ierse overheid. De staat verkocht 25% van de aandelen waarvoor IAG € 2,55 per aandeel betaalde. Er werd verder afgesproken dat Aer Lingus alle landingsrechten op London Heathrow mag behouden, het merk Aer Lingus zal blijven bestaan en de hoofdzetel in Dublin blijft. In juli 2015 verkocht Ryanair het 30% belang in Aer Lingus aan IAG en hiermee werd de volledige overname van de Ierse luchtvaartmaatschappij mogelijk.
In maart 2017 heeft IAG een nieuwe lowcostmaatschappij opgericht voor langeafstandsvluchten. De dochteronderneming LEVEL heeft als thuisbasis de luchthaven van Barcelona.
In januari 2021 maakte IAG bekend dat de overname van Air Europa doorgaat. Air Europa is na Iberia de grootste Spaanse luchtvaartmaatschappij. IAG zou € 500 miljoen hebben betaald. Dit was een halvering van de prijs die in november 2019 was overeengekomen. De lagere prijs was het gevolg van de coronapandemie en de Spaanse reisgroep Globalia ging hiermee akkoord. Voor de overname waren toestemming van de Spaanse overheid en de Europese Commissie noodzakelijk. Uiteindelijk besloot IAG van de koop af te zien.

### Divisies en dochterondernemingen
De huidige luchtvaartmaatschappijen van de IAG Group:
| Luchtvaartmaatschappij | Filiaal-lid         |
| ---------------------- | ------------------- |
| Aer Lingus             | Aer Lingus Regional |
| British Airways        | BA CityFlyer        |
| Iberia                 | Iberia Express      |
| LEVEL A                | –                   |
| Vueling Airlines       | –                   |

A Inclusief Level France (voorheen: OpenSkies) en Level Europe.
| Andere dochterondernemingen                                                      |
| -------------------------------------------------------------------------------- |
| - IAG Cargo (fusie tussen British Airways World Cargo en Iberia Cargo) - IAG GBS |

### Resultaten
| Jaar | Aantal vervoerde passagiers | Aantal vliegtuigen (per jaareinde) | Omzet         | Netto resultaat |               |
| Jaar | Aantal vervoerde passagiers | Aantal vliegtuigen (per jaareinde) | (× € miljoen) | (× € miljoen)   | (× € miljoen) |
| ---- | --------------------------- | ---------------------------------- | ------------- | --------------- | ------------- |
| 2011 | 51.687.000                  |                                    | 16.339        | 485             |               |
| 2012 | 54.600.000                  |                                    | 18.117        | –923            |               |
| 2013 | 67.224.000                  | 431                                | 18.675        | 147             |               |
| 2014 | 77.334.000                  | 459                                | 20.170        | 1003            |               |
| 2015 | 88.333.000                  | 529                                | 20.350        | 1516            |               |
| 2016 | 100.675.000                 | 548                                | 22.567        | 1952            |               |
| 2017 | 104.829.000                 | 546                                | 22.972        | 2021            |               |
| 2018 | 112.920.000                 | 573                                | 24.406        | 2897            |               |
| 2019 | 118.253.000                 | 598                                | 25.506        | 1715            |               |
| 2020 | 31.275.000                  | 533                                | 7.806         | –6923           |               |
| 2021 | 38.864.000                  | 531                                | 8.455         | –2933           |               |
| 2022 | 94.726.000                  | 558                                | 23.066        | 431             |               |
| 2023 | 115.559.000                 | 582                                | 29.453        | 2655            |               |
| 2024 | 122.047.000                 | 601                                | 32.100        | 2732            |               |

## Aandeelhouders
IAG heeft een primaire beursnotering aan de London Stock Exchange en heeft secundaire noteringen op de beurzen van Madrid, Barcelona, Bilbao en Valencia. Het aandeel maakt sinds 24 januari 2011 deel uit van de aandelenindices FTSE 100 en de IBEX-35. 
In januari 2015 nam Qatar Airways een aandelenbelang van 9,99% in IAG. De transactiesom is niet bekend geworden, maar op basis van de slotkoers van IAG op de dag dat dit bekend werd gemaakt, is het belang £ 1,15 miljard waard. In juli 2016 verhoogd Qatar Airways het belang in IAG tot 20% en is daarmee de grootste aandeelhouder geworden. In februari 2020 kocht Qatar Airways weer IAG-aandelen bij en verhoogde hiermee het belang naar 25,1%.

## CO2 uitstoot van de vloot
In 2019 was de gemiddelde uitstoot van koolstofdioxide 89,9 gram per gevlogen passagierskilometer of bijna 31 miljoen ton in totaal. In 2020 besloot het onderdeel British Airways alle CO2-uitstoot op de binnenlandse vluchten in het Verenigd Koninkrijk te compenseren.
AIG streeft naar een 10% reductie van de uitstoot per 2025 (dit is: 80 gram). Dit doel werd in 2024 al bereikt met een uitstoot van 
78,1 gram. In 2030 moet de reductie 20% zijn in vergelijking tot het basisjaar. Voor 2050 wil het bedrijf de uitstoot naar nul terugbrengen door middel van vlootvernieuwing en de inzet van duurzame brandstoffen.
Aberdeen Asset Management · Admiral Group · Aggreko · AMEC · Anglo American · Antofagasta · ARM Holdings · Associated British Foods · AstraZeneca · Aviva · Babcock International · BAE Systems · Barclays · BG Group · BHP Billiton · BP · British American Tobacco · British Land Company · Sky · BT Group · Bunzl · Burberry · Capita Group · Carnival · Centrica · Compass Group · CRH · Croda International · Diageo · easyJet · Eurasian Natural Resources Corporation · Experian · Fresnillo · G4S · GKN · GlaxoSmithKline · Glencore · Hammerson · Hargreaves Lansdown · HSBC · IMI · Imperial Brands · International Airlines Group · InterContinental Hotels Group · Intertek Group · ITV · Johnson Matthey · Kingfisher · Land Securities Group · Legal & General · Lloyds Banking Group · London Stock Exchange Group · Marks & Spencer · Meggitt · Melrose · Wm Morrison Supermarkets · National Grid · Next · Old Mutual · Pearson · Persimmon · Petrofac · Prudential · Randgold Resources · Reckitt Benckiser · RELX · Resolution · Rexam · Rio Tinto Group · Rolls-Royce Group · Royal Bank of Scotland Group · RSA Insurance Group · SABMiller · Sage Group · J Sainsbury · Schroders · Scottish and Southern Energy · Serco Group · Severn Trent · Shell · Shire · Smith & Nephew · Smiths Group · Standard Chartered · Standard Life · Tate & Lyle · Tesco · Travis Perkins · TUI Travel · Tullow Oil · Unilever · United Utilities · Vedanta Resources · Vodafone · Weir Group · Whitbread · William Hill · Wolseley · Wood Group · WPP Group